# Parthian Kings
Parthian Kings est un jeu vidéo de type wargame conçu par David W. Bradley et publié par Avalon Hill en 1983 sur Apple II, puis porté sur Commodore 64. Le jeu se déroule dans un univers médiéval-fantastique et simule un affrontement entre quatre rois, qui peuvent être contrôlés par des joueurs ou par l’ordinateur. Il permet notamment au joueur de créer sa propre armée, en définissant les caractéristiques des unités qui la composent, et ses propres cartes. Le jeu se déroule ensuite au tour par tour sur une carte composée de cases hexagonales. Chaque tour est divisé en plusieurs phases qui permettent au joueur de consulter l'état de ses cités, d'acquérir de nouvelles unités, d'utiliser la magie, de positionner ses nouvelles unités, de définir les cibles des troupes qui disposent d’armes de jet et enfin de définir les mouvements de chacune de ses unités. Lorsque chaque joueur a réalisé toutes ses actions, l’ordinateur affiche les mouvements de chacune des unités et si deux unités ennemies se retrouvent sur la même case, elles s’affrontent et l’ordinateur calcule le résultat du combat. Au terme de chaque tour, les joueurs accumulent des points de victoire s'ils ont éliminé certaines unités de leurs adversaires, comme les rois ou les magiciens, et s'ils occupent les cases de la carte contenant un lac. Après un nombre prédéfini de tours, la partie prend fin et le joueur avec le plus de points est déclaré vainqueur.

## Système de jeu
Parthian Kings est un wargame qui simule un conflit opposant quatre royaumes dans un monde médiéval-fantastique. Le jeu peut opposer entre un et quatre rois, qui peuvent être contrôlés par des joueurs ou par l’ordinateur. 
Il permet d’abord au joueur de créer une armée en concevant les cinq types d’unités qui la composent. A chaque type d’unité est d’abord attribué un nombre de points de vie. L’ordinateur permet ensuite au joueur de définir la force de chaque unité, dans une fourchette qui dépend de ses points de vie. De la même manière, le joueur peut ensuite définir la portée et l’armure de l’unité, ainsi que les points de mouvement dont elle dispose à chaque tour. En fonction de ces caractéristiques, chaque unité se voit attribuer un coût. Après avoir créé son armée, le joueur peut la stocker sur une disquette pour l’utiliser ultérieurement. Il peut ensuite créer une carte sur laquelle jouer une partie, laisser l’ordinateur en générer une de manière aléatoire ou utiliser la carte prédéfinie stockée sur la disquette du jeu. Une carte est composée de différents types de terrains dont des plaines, des terrains accidentés, des forêts, des lacs et des montagnes. Suivant son type de terrain, une zone est plus ou moins difficile à traverser et plus ou moins favorable aux unités qui l’occupent. En plus de définir son armée et de sélectionner une carte, le joueur doit également choisir sa capitale, parmi les cités disponibles. Cette dernière est au départ la seule cité qu’il contrôle et, si elle est prise par l’ennemi, il perd alors la capacité de lever des taxes et de créer de nouvelles unités. Le joueur peut aussi décider de jouer une partie longue, qui se termine lorsqu’il ne reste plus qu’un joueur, ou une partie courte, dont il peut définir le nombre de tours. Il peut enfin choisir de jouer la partie avec ou sans magie.
Le jeu se déroule ensuite au tour par tour. Au début de son tour, le joueur reçoit un rapport sur le statut de ses cités qui l’informe de l’évolution de leur population (en fonction des naissances, des décès et des mouvements de population), des taxes payées et de la force de leurs défenses. En dépensant l’argent récolté grâce aux taxes, le joueur peut ensuite recruter de nouvelles unités, parmi celles de l’armée précédemment créée. S’ensuit une phase optionnelle, qui permet au joueur d’utiliser les sorts de son magicien pour accroitre la force d’une unité, pour en changer le type ou pour altérer une zone de terrain ou les défenses d’une cité. Vient ensuite une phase de positionnement, qui permet au joueur de placer les unités nouvellement recrutées sur la carte, et d’assigner différents types d’unités à un convoi, afin qu’elles se déplacent toutes ensembles. S’ensuit les phases de combats qui permettent tout d’abord au joueur de définir les cibles de ses unités qui disposent d’armes de jet, puis de définir les mouvements de chacune de ses unités. Ces déplacements sont définis unité par unité, grâce aux touches 1 à 6 du clavier. Lorsque chaque joueur a réalisé toutes ses actions, l’ordinateur affiche les mouvements de chacune des unités. Lorsque deux unités ennemies se retrouvent sur la même case, elles s’affrontent et l’ordinateur calcule le résultat du combat en fonction de la force des unités et du terrain. S’il une des unités gagne, elle prend le contrôle de la case contestée. Des points de victoires sont attribués aux joueurs à la fin de chaque phase de résolution des mouvements et des combats. Les joueurs accumulent ces points en éliminant certaines unités de leurs adversaires, comme les rois ou les magiciens, et en occupant les cases de la carte contenant un lac. À la fin de la partie, le joueur avec le plus de points est déclaré vainqueur.

## Développement et publication
Développé par David W. Bradley, Parthian Kings est publié par Avalon Hill en 1983 sur Apple II, puis porté sur Commodore 64,.

## Accueil
À sa sortie, Parthian Kings est bien accueilli par la presse spécialisée. Pour le journaliste Curtis Edwards, du magazine Computer Gaming World, le jeu bénéficie en effet d’un « très bon mode solo », d’un « manuel bien écrit et bien fait » et de nombreuses options permettant notamment de créer et de sauvegarder des armées et des cartes personnalisées. Du fait des nombreux facteurs à prendre en compte, il juge le jeu « stimulant », mais ajoute qu’il « se joue néanmoins sans difficulté » une fois les principes de son système de mouvement maitrisés. S’il déplore l’absence d’une option de sauvegarde de la partie, il estime que la possibilité de spécifier la longueur de la partie compense ce point faible. Il conclut ainsi que Parthian Kings constitue « un bon exemple de wargame médiéval-fantastique », dont les nombreuses fonctionnalités donnent au joueur « un formidable sentiment de contrôle » et lui garantissent une bonne durée de vie. Pour le journaliste Neil Shapiro, du magazine Electronic Games, Parthian Kings est  « tout près d’être un classique » du genre. Il juge en effet qu’il bénéficie d’un système de jeu « excitant et unique » et qu’il « permet au joueur de tout faire », de la conception d’unités et de cartes à l’élaboration des stratégies à utiliser avec les éléments ainsi créés. Il regrette par contre que le programme joue trop lentement et que si jouer contre un seul opposant contrôlé par l’ordinateur se révèle être « une expérience amusante et enrichissante », il faut s’armer de patience pour en affronter trois. Il déplore également l’absence d’une option pour sauvegarder une partie. C’est cependant l’absence de contexte et de scénario qui l’empêche, d’après lui, de véritablement s’imposer comme un classique du genre. Il note en effet que le manuel ne fournit aucune explication que ce soit sur le contexte du conflit ou sur le pourquoi des différentes règles du jeu. Le journaliste James Delson, du magazine Family Computing, est également enthousiaste et décrit Parthian Kings comme « une simulation excitante » qui, avec ses options de conceptions d’unité et de carte, offre « un système de jeu particulièrement flexible ». Il le considère ainsi comme « un des jeux les plus intrigants de l’année », qu’il juge simple au premier abord mais dont la complexité se dévoile, d’après lui, au fur et à mesure que le joueur acquiert de l’expérience. Le journaliste du magazine Softalk est plus critique et juge que les aspects économiques et militaires de Parthian Kings sont simulés de manière « trop simpliste ». Il ajoute cependant que ses options de conceptions d’unité et de carte lui permettent d'être très varié.